# For the Love of God (Hirst)
For the Love of God, in italiano Per l'amor di Dio, è una scultura prodotta nel 2007 dall'artista contemporaneo inglese Damien Hirst. Essa consiste in un teschio umano fuso in platino arricchito da 8.601 diamanti, incluso un diamante rosa a forma di goccia (marquise), posto proprio sulla fronte del teschio. I denti, privi di difetti, sono originali, e sono stati presentati come di una persona "vissuta nel Settecento". L'opera, costata 14 milioni di sterline, era stata posta in vendita alla galleria White Cube di Londra al prezzo di 50 milioni di sterline (potenziale prezzo più alto mai pagato per un'opera di un artista vivente).
L'artista è stato ispirato a creare l'opera da un teschio messicano decorato visto al museo.
Dal 26 novembre 2010 al 1º maggio 2011, per la prima volta in Italia e la terza al mondo (dopo Londra e Amsterdam), l'opera è stata esposta a Palazzo Vecchio in Piazza della Signoria a Firenze.